# Ambachtshuis Oud-Vossemeer
Het Ambachtshuis is een rijksmonument aan de Raadshuisstraat 5 in Oud-Vossemeer in de provincie Zeeland. 

## Beschrijving
Het ambachtshuis is een onderkelderd eenlaagspand met omlopend schilddak, gebouwd tussen 1767 en 1771 naar ontwerp van timmerman Evert Philipse. De classicistische voorgevel is uitgevoerd in Lodewijk XVI-stijl - maar met rococo-details - en heeft hoeklisenen en een middenrisaliet met bakstenen attiek voorzien van het wapen van Oud-Vossemeer en het bouwjaar (1771). Daarboven verrijst een houten koepeltje met een luiklok (nieuw). De via een bordestrap bereikbare entree met halfrond bovenlicht wordt geflankeerd door nissen. Het natuursteenwerk is vervaardigd door steenhouwer Johannes Lanshout. De eerstesteenlegging gebeurde op 11 juli 1767 door Johan Isebree, heer van Oud- en Nieuw Vossemeer en burgemeester van Goes. Van 1806 tot 1953 was het pand in gebruik als gemeentehuis. In het interieur is de voormalige rechtszaal, tevens vergaderzaal van het waterschap, nog voorzien van de oude betimmering en inrichting. Boven de schouw bevindt zich een boezemstuk uit 1773 van Jacob Xavery met een afbeelding van Vrouwe Justitia. De omlijsting in Lodewijk XV-stijl toont zestien wapens, gesneden door Adriaan van der Bilt en geschilderd door Johannes Pieper. Links van de entree bevindt zich de archiefkamer en rechts de gerechtsbodekamer met een schoorsteenstuk. De overwelfde, als cachot gebruikte kelders zijn bij de restauratie van 1954-'55 volgestort met zand.
Tegen het vrijstaand rechthoekig gebouw werd in 1896 het huidige raadhuis aangebouwd. Het ambachtshuis kreeg in 1974 de status van rijksmonument.

## Fotogalerij

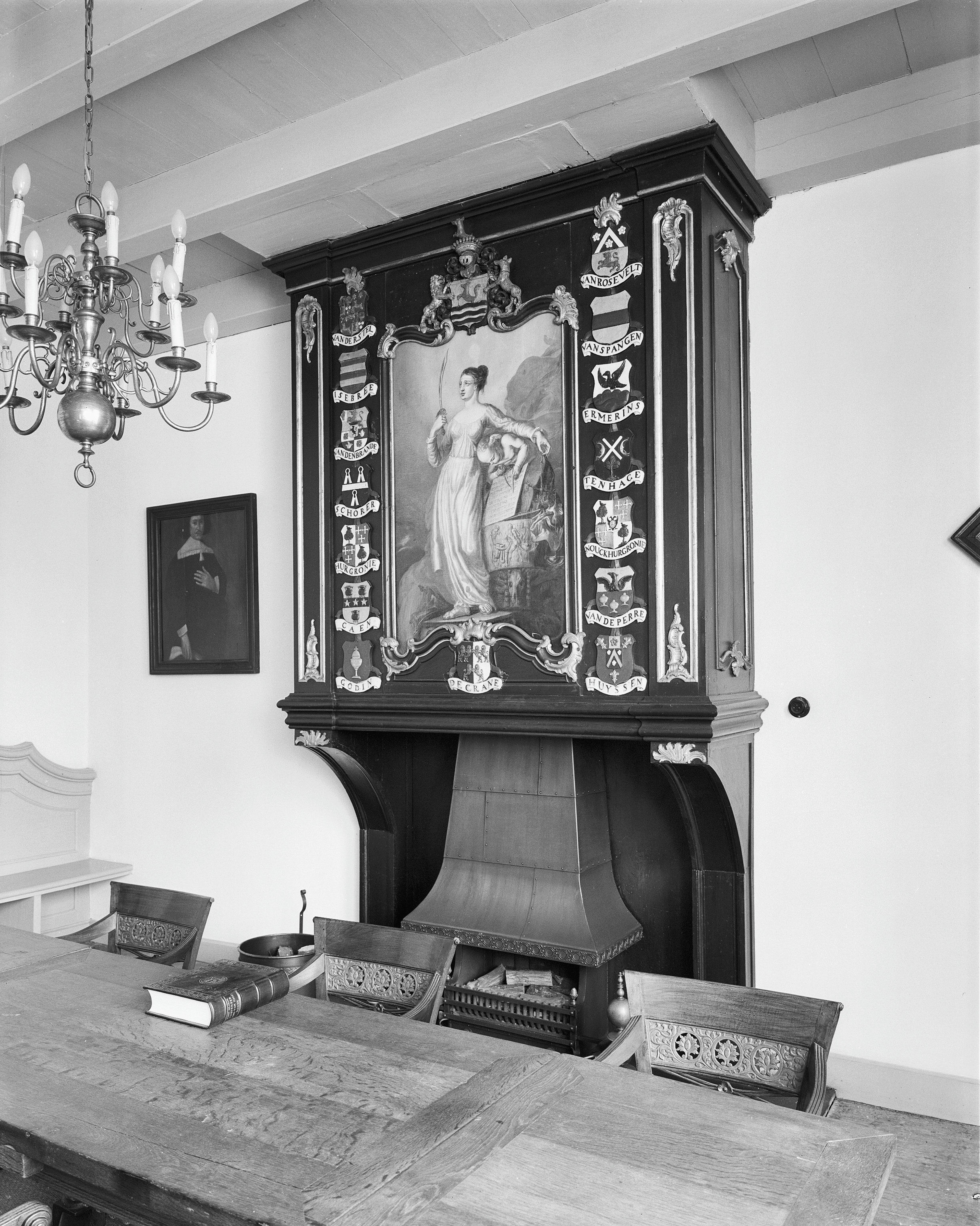
Schouw met schilderij van Jacob Xavery
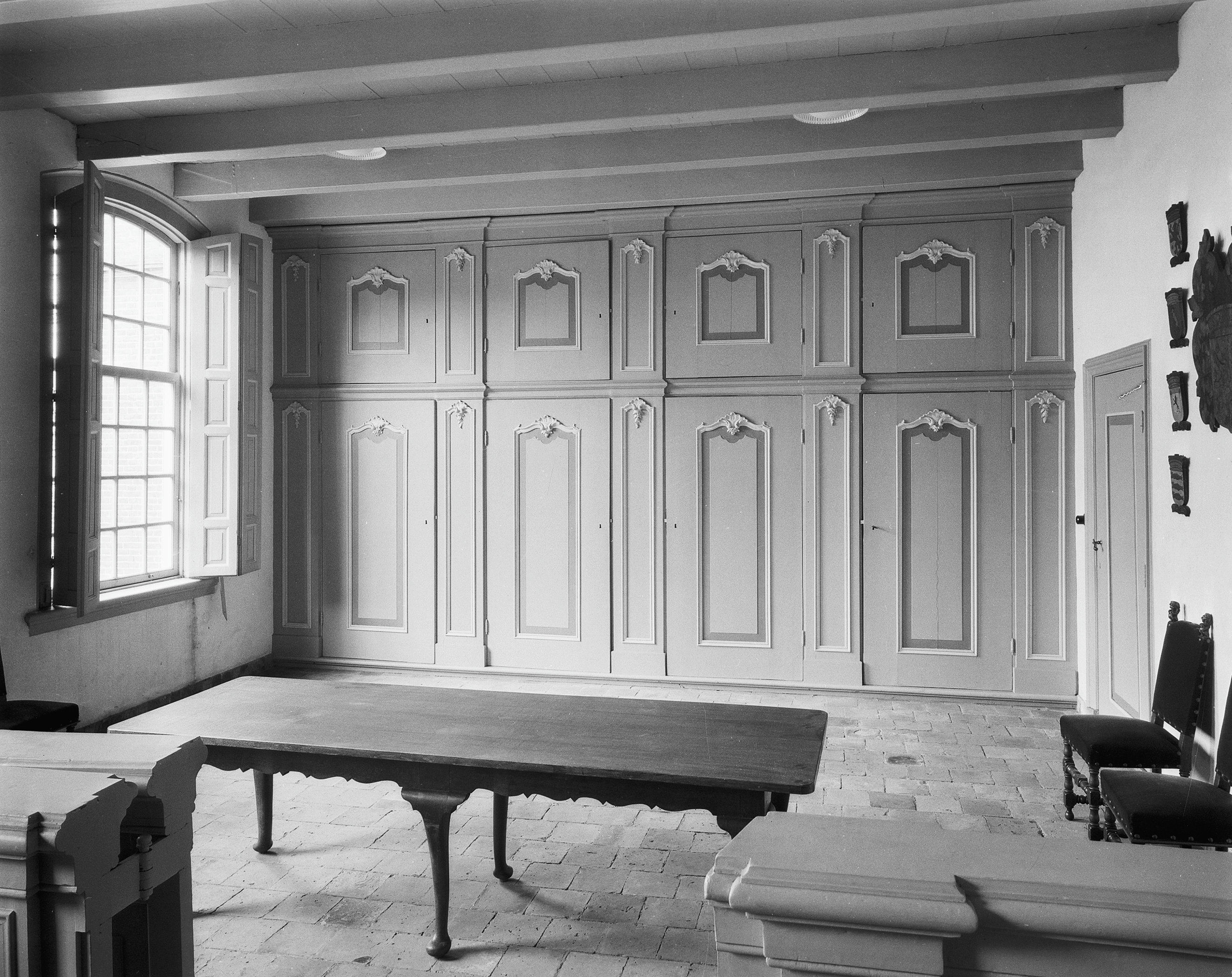
Betimmering vergaderzaal
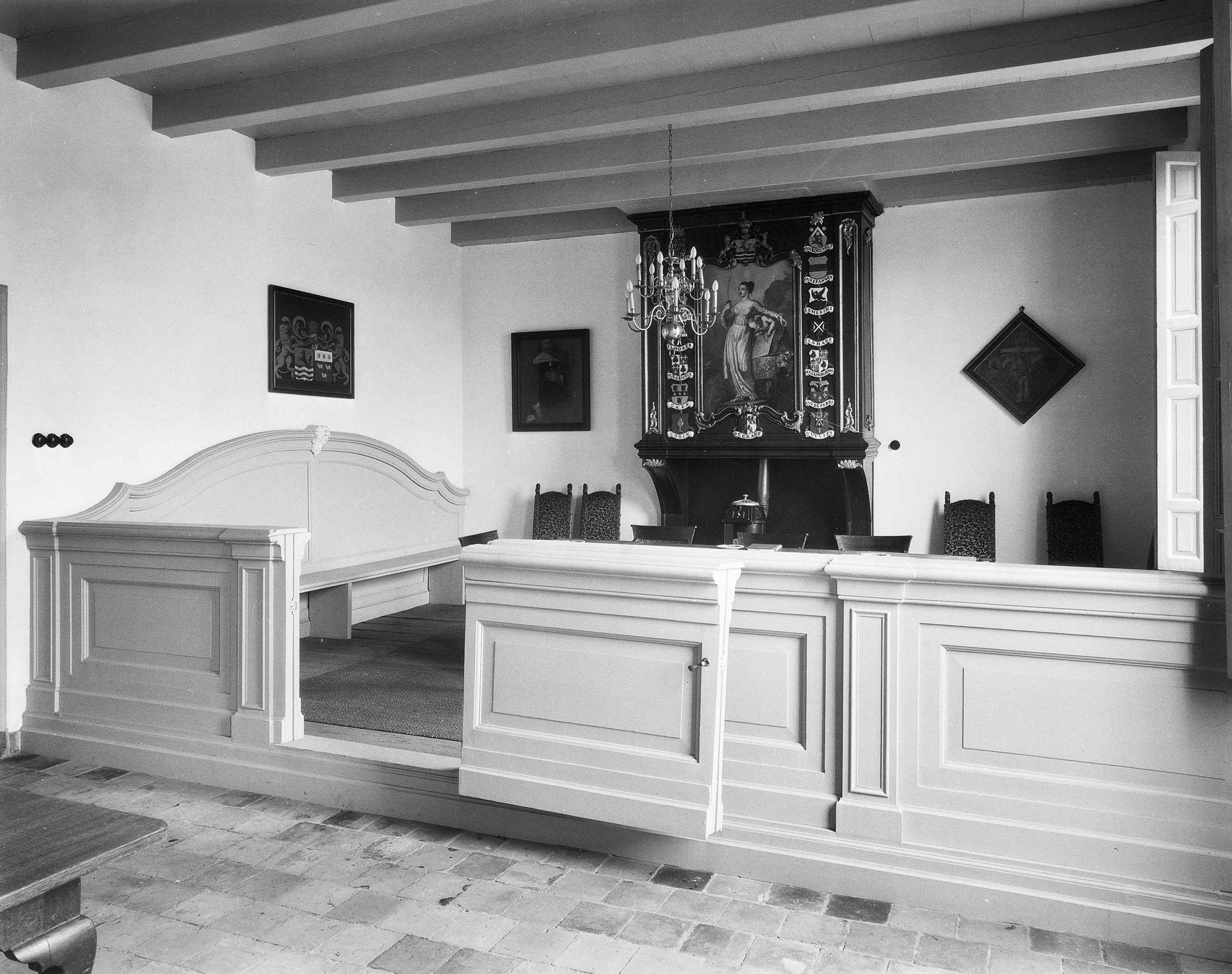
Overzicht vergaderzaal